# Luồng Thái Lan
Luồng Thái Lan, tên khoa học Dendrocalamus brandisii, là một loài thực vật có hoa trong họ Hòa thảo. Loài này được (Munro) Kurz mô tả khoa học đầu tiên năm 1877.